# Maria Budzanowska
Maria Teresa Budzanowska, ps. Gnom (ur. 16 kwietnia 1930 w Grodnie, zm. 23 lutego 1988 w Łodzi) – polska prawniczka, adwokat, radca prawny, prezes Naczelnej Rady Adwokackiej (1983–1986), posłanka na Sejm PRL VII i VIII kadencji (1976–1985). 

## Życiorys
Była córką nauczyciela, radnego i posła RP Teofila Budzanowskiego i Korduli. W czasie II wojny światowej rodzina znalazła się w Warszawie, gdzie Maria Budzanowska wraz z ojcem oraz dwoma braćmi: Tadeuszem i Andrzejem Zdzisławem wzięła udział w powstaniu warszawskim na Czerniakowie (trzeci z braci, Janusz, zginął podczas obrony Grodna przed Armią Czerwoną). Była łączniczką Armii Krajowej.
W 1945 została członkinią Związku Bojowników o Wolność i Demokrację i Polskiego Towarzystwa Krajoznawczego (od 1950 należała do Polskiego Towarzystwa Turystyczno-Krajoznawczego). Po 1945 zamieszkała w Piotrkowie Trybunalskim, gdzie ojciec pracował jako dyrektor Liceum im. Bolesława Chrobrego. Studiowała prawo na Uniwersytecie Łódzkim (ukończone w 1952), gdzie w latach 1951–1953 pracowała też jako asystentka. Po powrocie do Piotrkowa w 1957 podjęła pracę adwokata w Zespole Adwokackim nr 1. Od 1954 do 1966 była radcą prawnym Gminnej Spółdzielni „Samopomoc Chłopska” i Zakładów Przemysłu Bawełnianego w Moszczenicy.
Działała w organach terenowych administracji publicznej, m.in. jako radna i członek prezydium Miejskiej Rady Narodowej w Piotrkowie Trybunalskim (1973–1976) i zastępczyni przewodniczącego Wojewódzkiej Rady Narodowej (od 1976). Kontynuowała pracę adwokata. W 1965 wstąpiła do Stronnictwa Demokratycznego, gdzie pełniła obowiązki m.in. przewodniczącej Miejskiego Komitetu i Powiatowego Komitetu w Piotrkowie, a po reformie administracyjnej w 1975 szefowej lokalnego Wojewódzkiego Komitetu (do odwołania w czasie stanu wojennego). W 1976 zasiadła w prezydium Centralnego Komitetu SD. W tym samym roku uzyskała mandat posłanki na Sejm w okręgu piotrkowskim.
Od 1979 sprawowała funkcję wiceprezesa Naczelnej Rady Adwokackiej. Podczas pierwszego Ogólnopolskiego Zjazdu Adwokatury odbywającego się od 1 do 3 października 1983 została wybrana na funkcję prezesa Naczelnej Rady Adwokackiej jako pierwsza kobieta. Pod wpływem nacisków politycznych zrezygnowała z pełnienia funkcji w kwietniu 1985. W 1980 została wybrana na wiceprezesa zarządu głównego Zrzeszenia Prawników Polskich. We wrześniu 1980 Rada Państwa PRL nominowała ją do zespołu ds. opracowania projektu ustawy o związkach zawodowych.
W 1980 ponownie została posłem na Sejm, gdzie była wiceprzewodniczącą Komisji ds. Prac Ustawodawczych. W styczniu 1982 wraz z dwiema posłankami SD wstrzymała się od głosu podczas zatwierdzenia dekretu o stanie wojennym. Kilka miesięcy później głosowała przeciwko delegalizacji Niezależnego Samorządnego Związku Zawodowego „Solidarność”. 
Uczestniczyła w pracach Centrum Obywatelskich Inicjatyw Ustawodawczych Solidarności.
W latach 1986–1987 pełniła obowiązki przewodniczącej Komisji Rewizyjnej Naczelnej Rady Adwokackiej, jednak zrezygnowała w związku z chorobą. 
Zmarła w 1988. Została pochowana na Cmentarzu Czerniakowskim w Warszawie. 
Odznaczona Krzyżem Kawalerskim i Komandorskim (pośmiertnie, 2009) Orderu Odrodzenia Polski, Krzyżem Walecznych, Złotym Krzyżem Zasługi, Krzyżem Partyzanckim, Medalem za Warszawę, Medalem Zwycięstwa i Wolności 1945 oraz Medalem XXXV-lecia Wymiaru Sprawiedliwości. W 2001 jej imię nadano Domowi Adwokata w Grzegorzewicach. W 2007 została odznaczona post mortem przez Prezydenta RP za wybitne zasługi w kształtowaniu państwa prawa, a w szczególności za działalność na rzecz zachowania praworządności w czasach PRL podczas ceremonii na Zamku Królewskim w Warszawie. W 2016 uhonorowana pośmiertnie Wielką Odznaką „Adwokatura Zasłużonym”.